# پارک فروگنر
پارک فروگنر یا فروگنر پارک (نروژی: Frognerparken) یک پارک عمومی است که در وسط ناحیه غربی فروگنر در اسلو، نروژ واقع شده است. این پارک از لحاظ تاریخی بخشی از فروگنر مانور، بزرگ‌ترین پارک در اسلو است و همیشه برای عموم باز است.